# DJGPP
DJGPP(DJ's GNU Programming Platform)는 인텔 80386 레벨 이상의 도스 운영 체제 지원 IBM PC 호환기종을 위한 소프트웨어 개발 제품군이다. 1989년 프로젝트를 시작한 DJ Delorie가 가이드한 것이다. 이는 GNU 컴파일러 모음(GCC)을 포팅한 것으로, Bash, Find, tar, ls, GAWK, sed, ld 등의 대부분의 GNU 유틸리티들을 DPMI로 이식하였다. 지원되는 언어로는 C, C++, 오브젝티브-C/C++, 에이다, 포트란, 파스칼이 포함된다. DJGPP는 2004년 "성숙한" 제품으로 기술되었다.

## 개요
컴파일러는 기본 OS 지원을 위해 16비트 도스 호출로 전화하는 동안 32비트 보호 모드를 네이티브로 실행하는 32비트 코드를 생성한다. 그러나 오픈 왓콤 C/C++과 달리 제로 기반 플랫 모델이 아닌데, 이는 더 나은 안정성을 위해 NULL 포인터 보호를 선호하기 때문이다. 현재는 일종의 COFF 포맷에 기반을 둔다. 적절한 DPMI 호스트(예: CWSDPMI r7 또는 HDPMI32)를 사용할 때 순수 도스에서 최대 4 GB의 RAM에 접근이 가능하다.

## 같이 보기
- 프리도스
- 시그윈
- GnuWin32
- MinGW
- Open 왓콤 C/C++